# Råda säteri
Råda säteri är en herrgård i Råda socken i Härryda kommun. Säteriet ligger vid Rådasjön, alldeles i närheten av Mölnlycke inte långt från Göteborg och är byggnadsminne sedan 3 juni 1969. Det utgörs bland annat av en huvudbyggnad med flygelbyggnader och tillhörande ekonomibyggnader.

## Historia
Huvudbyggnaden och dåvarande flyglarna ritades troligen av den svensk-brittiske hovarkitekten sir William Chambers (1723–96).
Chambers bistod troligen med ritningar till säteriets huvudbyggnad, som uppfördes 1770–72. Hans yngre syster Sara (1724–85) blev änka 1770 och gifte två år senare om sig med ägaren till säteriet, Martin Törngren.
Huvudbyggnaden är uppförd helt i timmer, och klädd med panel, på gårdssidan med slätpanel, den paneltyp som mest efterliknade stenhusets fasad. Byggnaden är till stilen nyklassistisk med symmetri såväl när det gäller rumsdisposition som fasadutformning. Dekoren har klassiska förebilder, men är mycket sparsmakad.
Utvändigt har byggnaden i mycket liten grad förändrats sedan tillkomsten. Invändigt har den genomgått mindre förändringar i nedervåningen i samband med att byggnaden inreddes till gästgiveri 1974.
1795 besöktes Råda av den engelska författaren Mary Wollstonecraft. Under en del av 1800-talet ägdes säteriet av friherrinnan Martina von Schwerin. Enligt en gravyr i hallen på Råda vistades poeten Esaias Tegnér ofta på Råda för att besöka henne och författade där delar av Frithiofs saga. Detta är dock inte sant. Även om Tegnér någon gång besökte Råda, så var det inte när Martina von Schwerin var där och inte heller skrev han något där.
De båda flygelbyggnaderna uppfördes samtidigt med huvudbyggnaden, 1772. Den västra förstördes dock i en brand i mitten av 1800-talet. Den befintliga västra flygeln uppfördes år 1887.
Råda säteri ägs sedan 1969 av nuvarande Härryda kommun. 

## Bilder

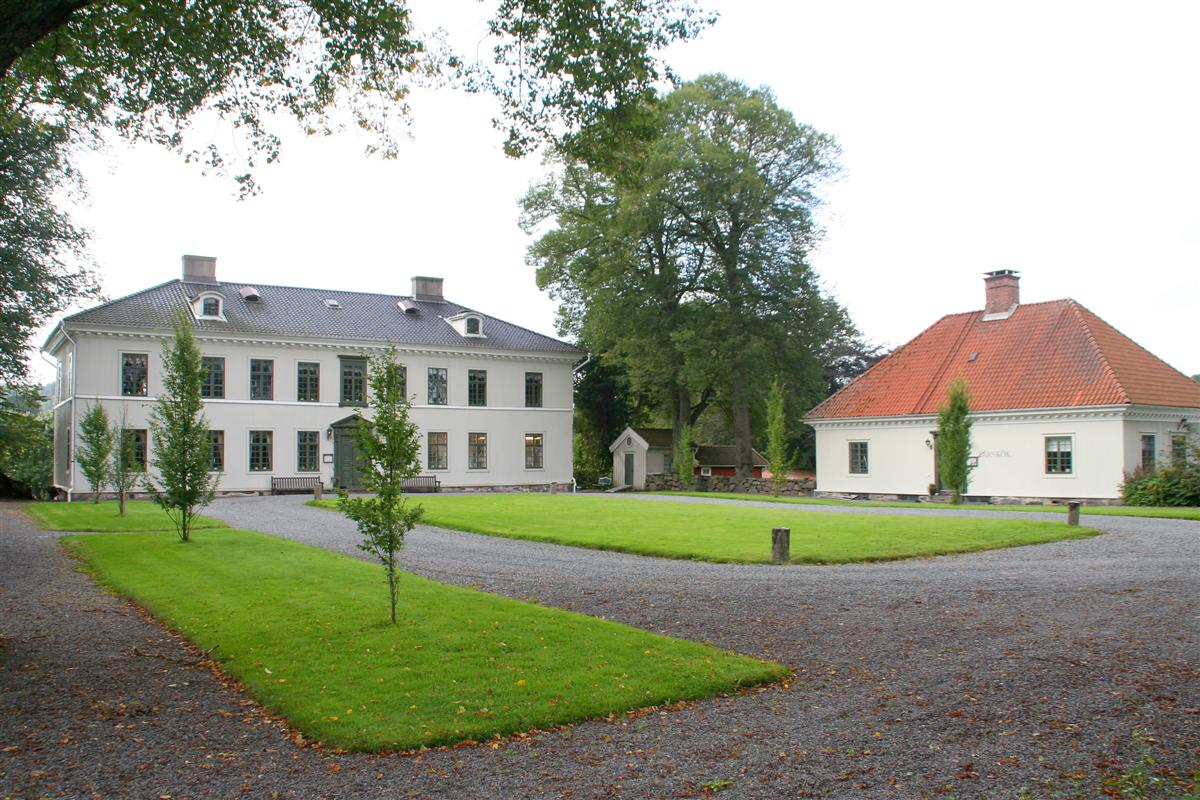
Huvudbyggnaden från parken.
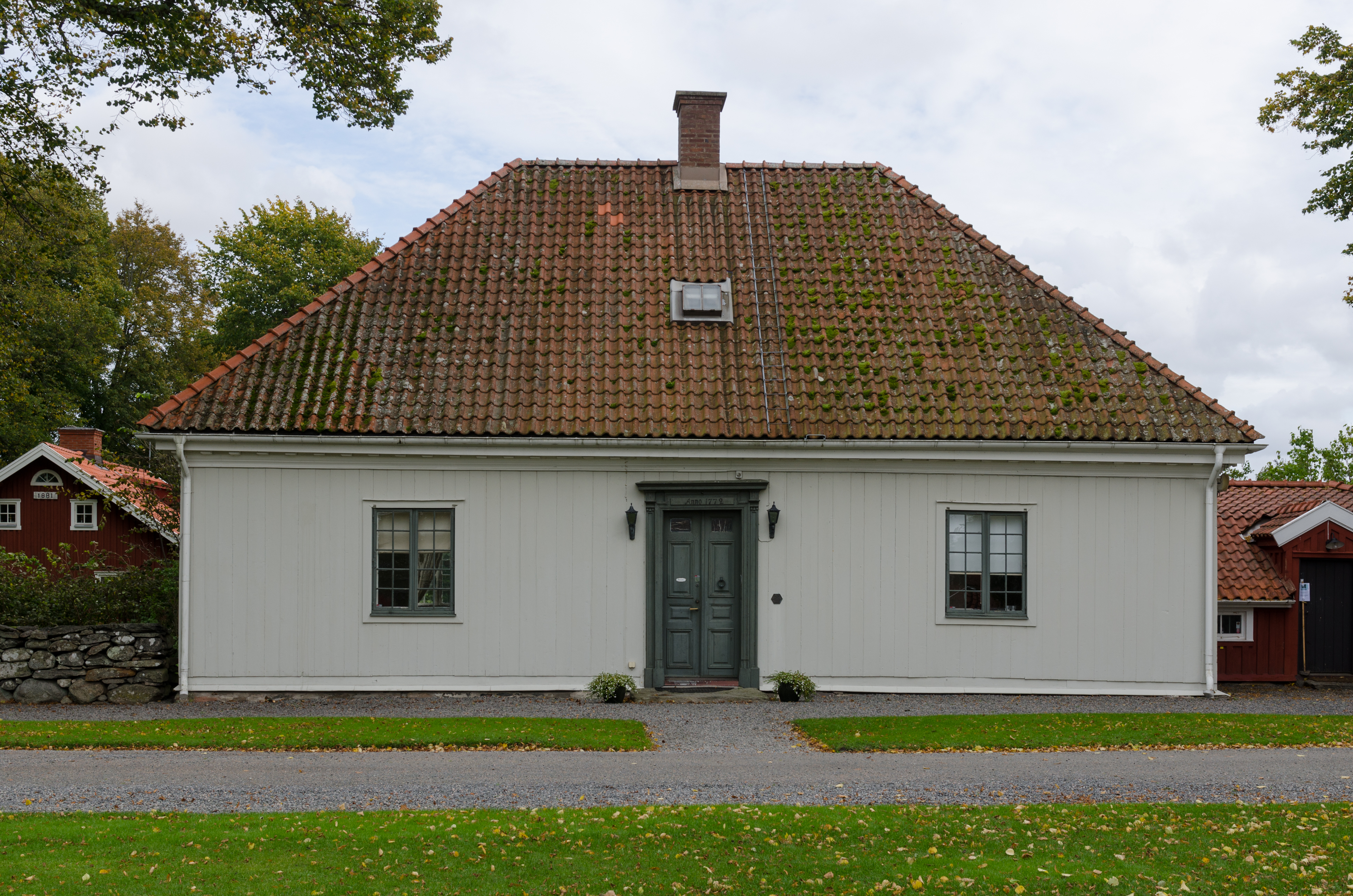
Östra flygeln.
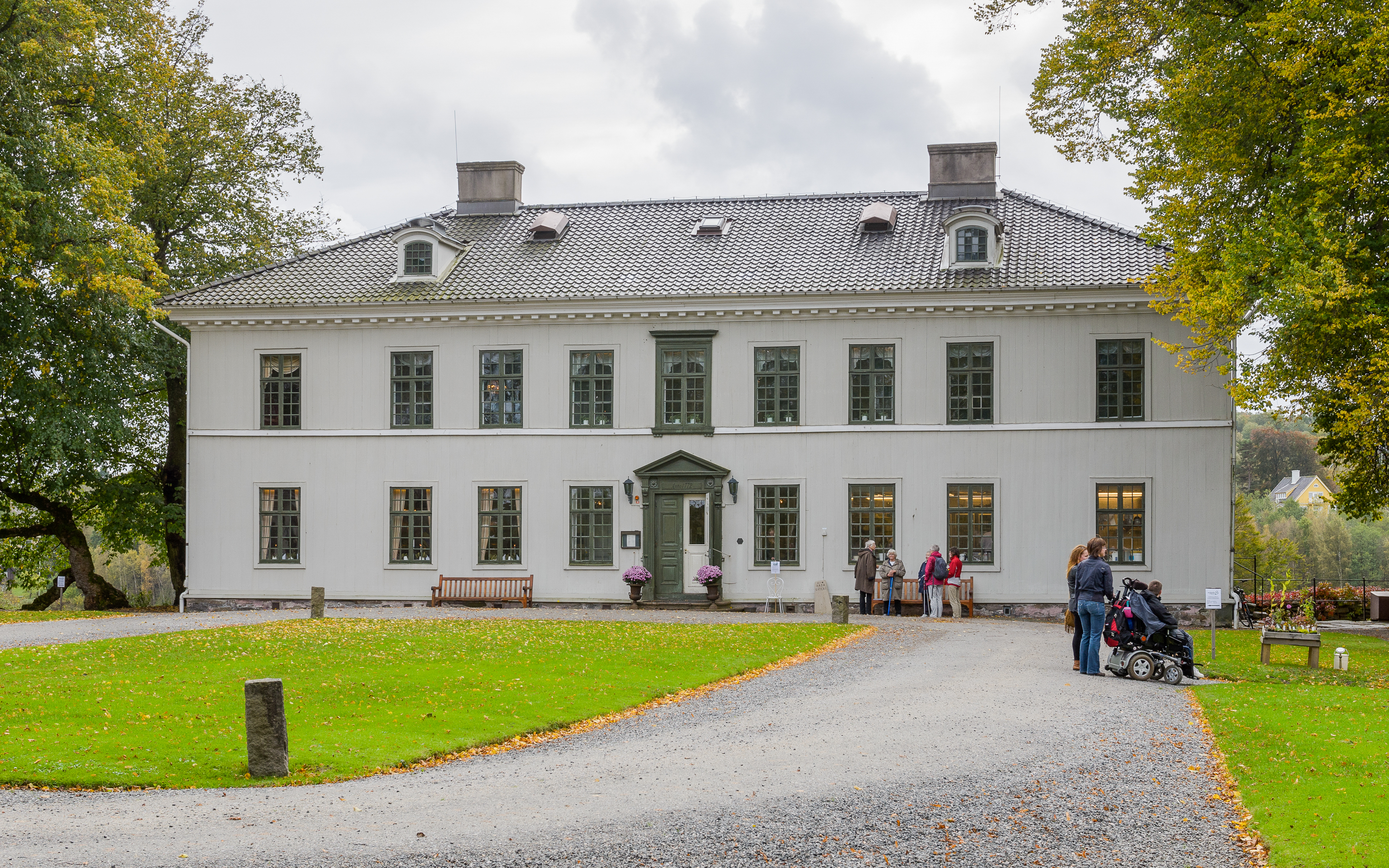
Huvudbyggnadens framsida.
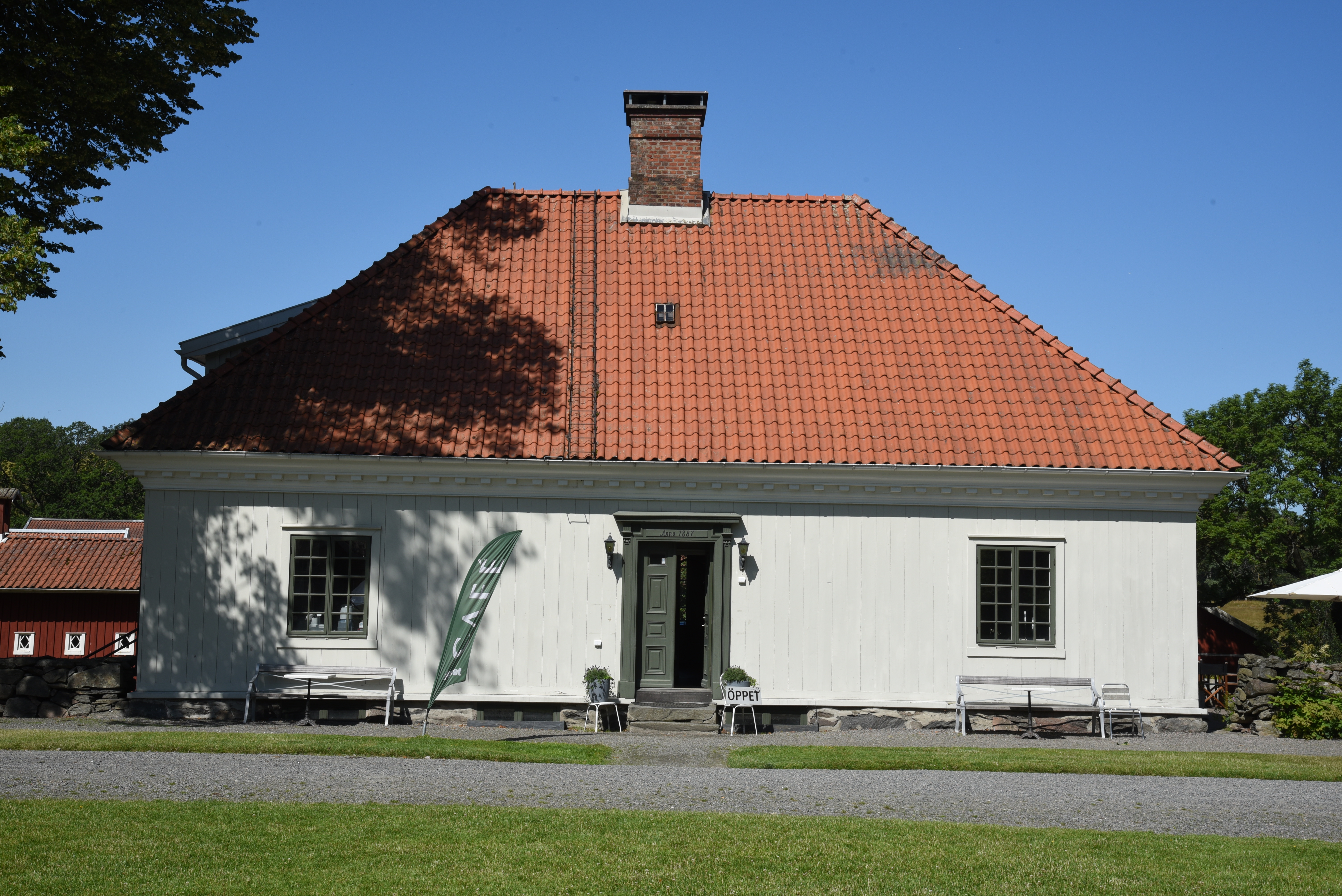
Västra flygeln.
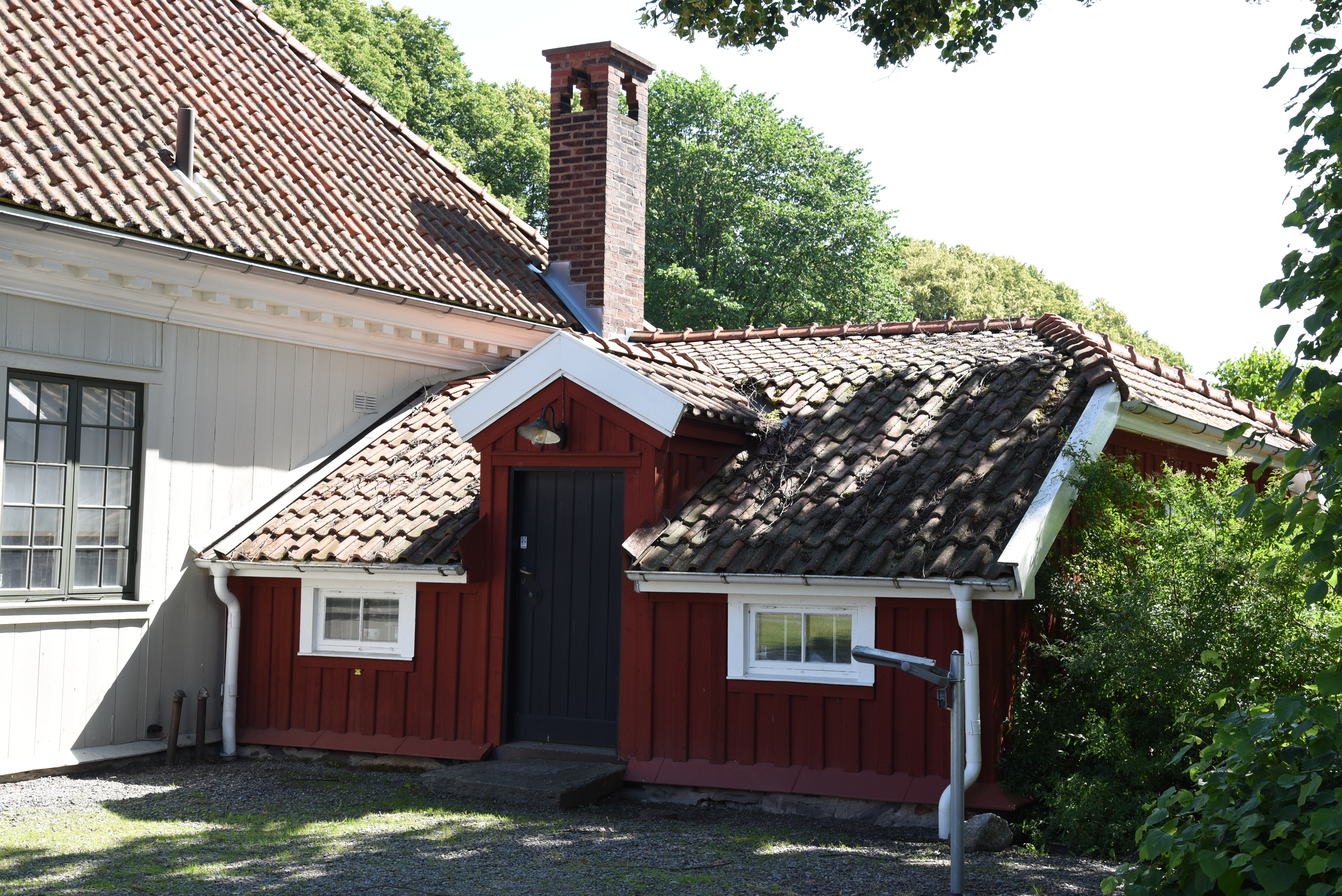
Bagarstugan.
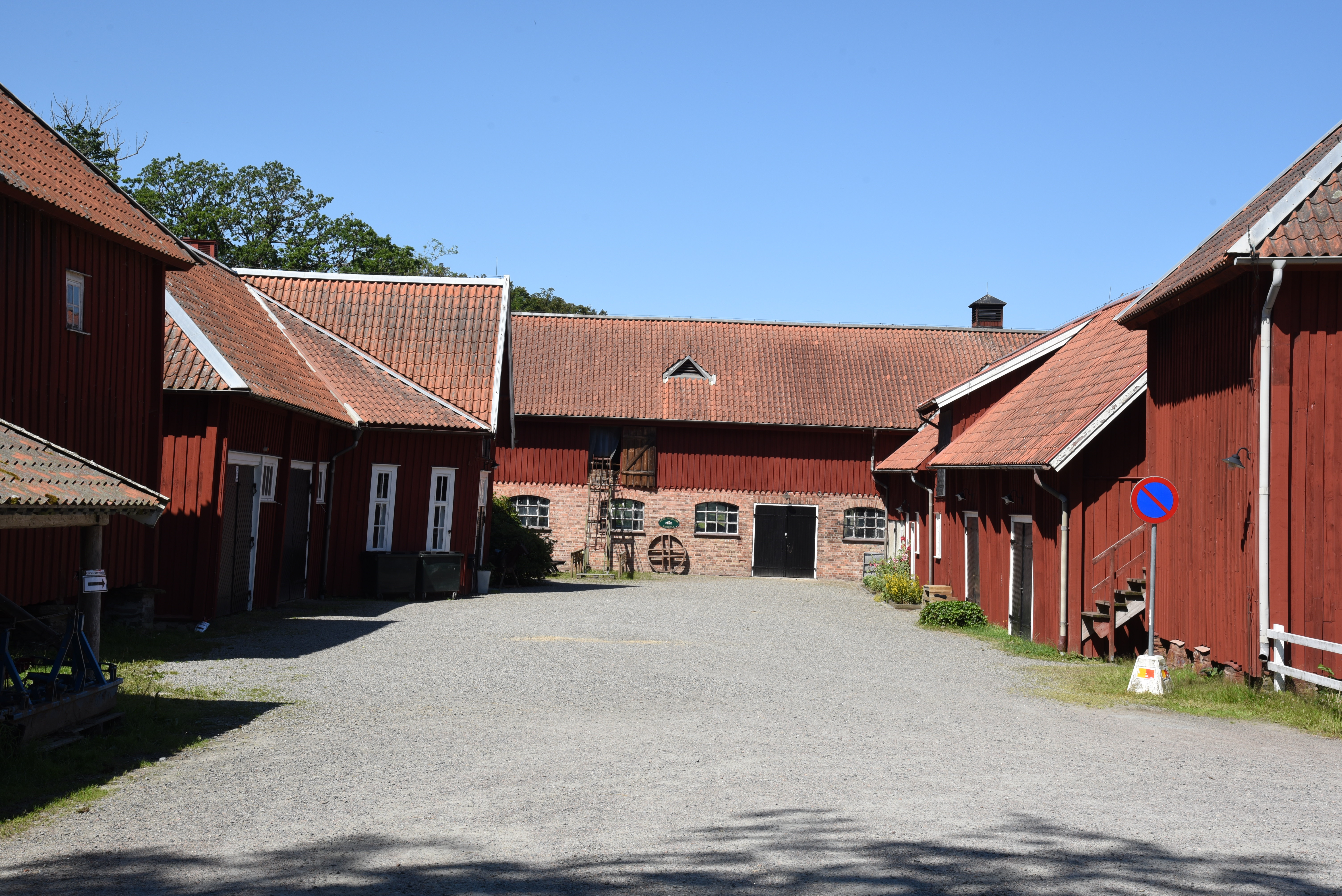
Ladugården.
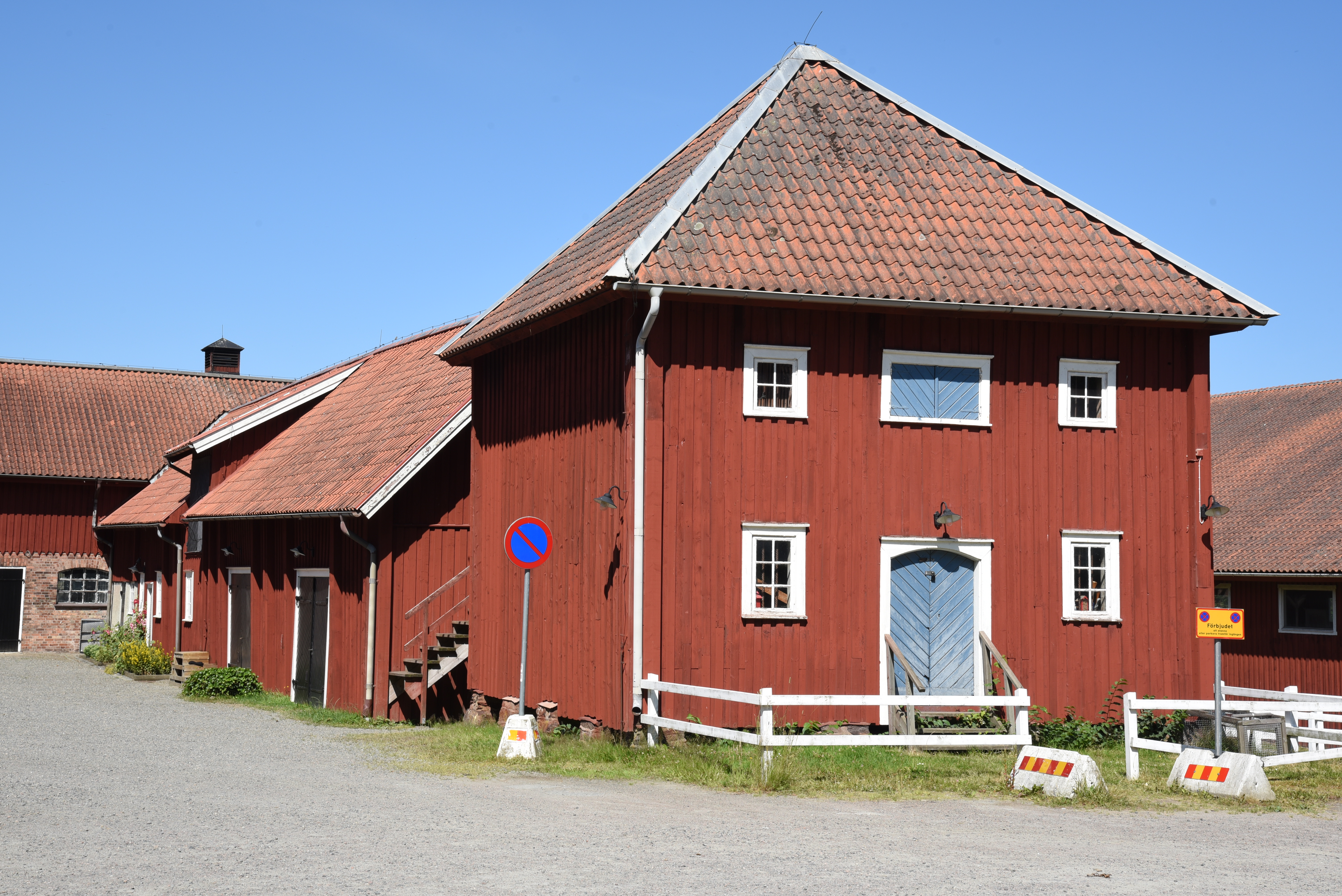
Spannmålsmagasin.
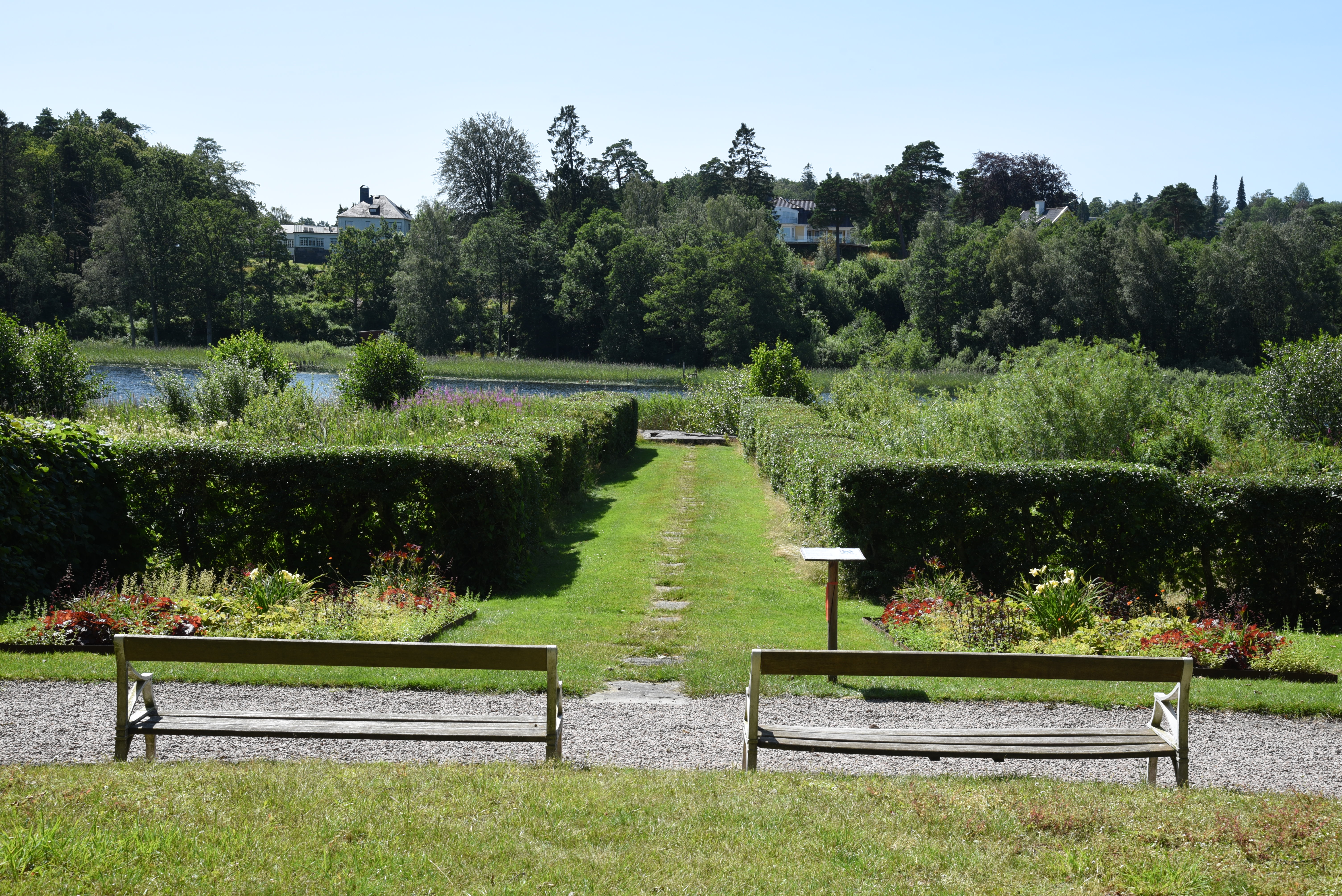
Parken.
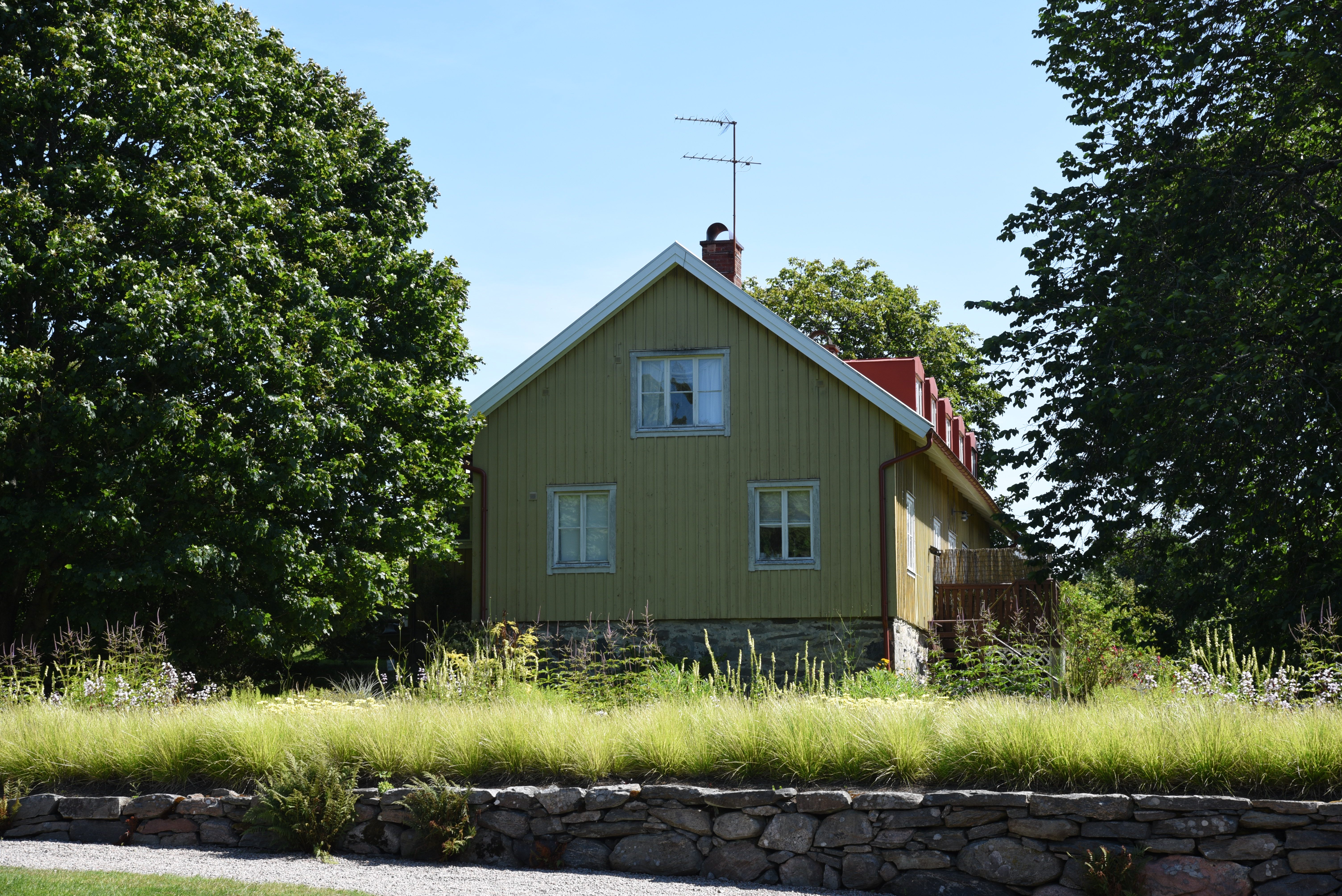
Trädgårdsmästarbostaden.